# Anko
Anko je priimek v Sloveniji, ki ga je po podatkih Statističnega urada Republike Slovenije na dan 1. januarja 2010 uporabljalo  26 oseb in je med vsemi priimki po pogostosti uporabe uvrščen na 11.283. mesto. 

## Znani nosilci priimka
- Boštjan Anko (1939 - 2013), gozdarski strokovnjak, ekolog, univ. profesor
- Katarina Pavla Anko, geologinja, paleontologinja
- Maja Anko, biokemičarka
- Simon B. Anko, bančnik